# Anguillosyllis andeepia
Anguillosyllis andeepia is een soort borstelworm uit de familie van de Syllidae. De wetenschappelijke naam van de soort werd voor het eerst geldig gepubliceerd in 2020 door Maciolek.